# Lingua
Lingua är ett latinskt ord som betyder 'tunga' och 'språk'. Lingua uttalas [ling-gwa] eller [ling-gu-a] där båda betonas på första stavelsen. Språk på latin, som till exempel latin, svenska och japanska heter lingua Latina [lat'i:na], lingua Suetica ['swe:tika] och lingua Iaponica [ja'po:nika].
Det svenska ordet "tunga" är besläktat med lingua. Även "tunga" betydde en gång i tiden också både "tunga" och "språk". Ordet "språk" är ett tyskt lånord från medeltiden och kommer från medeltidstyskans spraake.